# NHK Trophy de 2001
NHK Trophy de 2001 foi a vigésima segunda edição do NHK Trophy, um evento anual de patinação artística no gelo organizado pela Federação Japonesa de Patinação (em japonês:  日本スケート連盟), e que fez parte do Grand Prix de 2001–02. A competição foi disputada entre os dias 29 de novembro e 2 de dezembro, na cidade de Kumamoto, Japão.

## Eventos
- Individual masculino
- Individual feminino
- Duplas
- Dança no gelo

## Medalhistas
| Evento                        | Ouro                                        | Prata                                            | Bronze                                      |
| Individual masculino detalhes | Takeshi Honda · Japão                       | Jeffrey Buttle · Canadá                          | Ivan Dinev · Bulgária                       |
| Individual feminino detalhes  | Tatiana Malinina · Uzbequistão              | Yoshie Onda · Japão                              | Elena Liashenko · Ucrânia                   |
| Duplas detalhes               | Shen Xue · Zhao Hongbo · China              | Maria Petrova · Alexei Tikhonov · Rússia         | Dorota Zagórska · Mariusz Siudek · Polônia  |
| Dança no gelo detalhes        | Marina Anissina · Gwendal Peizerat · França | Margarita Drobiazko · Povilas Vanagas · Lituânia | Albena Denkova · Maxim Staviyski · Bulgária |

## Resultados

### Individual masculino
| Pos.              | Nome             | Nacionalidade | Pontos | PC | PL |
| ----------------- | ---------------- | ------------- | ------ | -- | -- |
| Medalha de ouro   | Takeshi Honda    | Japão         | 1.5    | 1  | 1  |
| Medalha de prata  | Jeffrey Buttle   | Canadá        | 4.0    | 4  | 2  |
| Medalha de bronze | Ivan Dinev       | Bulgária      | 4.5    | 3  | 3  |
| 4                 | Yamato Tamura    | Japão         | 7.0    | 2  | 6  |
| 5                 | Anthony Liu      | Austrália     | 7.5    | 7  | 4  |
| 6                 | Zhang Min        | China         | 7.5    | 5  | 5  |
| 7                 | Roman Skorniakov | Uzbequistão   | 10.0   | 6  | 7  |
| 8                 | Makoto Okazaki   | Japão         | 12.0   | 8  | 8  |

### Individual feminino
| Pos.              | Nome                  | Nacionalidade  | Pontos | PC | PL |
| ----------------- | --------------------- | -------------- | ------ | -- | -- |
| Medalha de ouro   | Tatiana Malinina      | Uzbequistão    | 2.5    | 3  | 1  |
| Medalha de prata  | Yoshie Onda           | Japão          | 4.0    | 4  | 2  |
| Medalha de bronze | Elena Liashenko       | Ucrânia        | 4.0    | 2  | 3  |
| 4                 | Angela Nikodinov      | Estados Unidos | 4.5    | 1  | 4  |
| 5                 | Júlia Sebestyén       | Hungria        | 7.5    | 5  | 5  |
| 6                 | Ann Patrice McDonough | Estados Unidos | 10.0   | 8  | 6  |
| 7                 | Fumie Suguri          | Japão          | 10.0   | 6  | 7  |
| 8                 | Annie Bellemare       | Canadá         | 11.5   | 7  | 8  |
| 9                 | Kanako Takahashi      | Japão          | 13.5   | 9  | 9  |

### Duplas
| Pos.              | Nome                                  | Nacionalidade  | Pontos | PC | PL |
| ----------------- | ------------------------------------- | -------------- | ------ | -- | -- |
| Medalha de ouro   | Shen Xue / Zhao Hongbo                | China          | 1.5    | 1  | 1  |
| Medalha de prata  | Maria Petrova / Alexei Tikhonov       | Rússia         | 3.0    | 2  | 2  |
| Medalha de bronze | Dorota Zagórska / Mariusz Siudek      | Polônia        | 4.5    | 3  | 3  |
| 4                 | Julia Obertas / Alexei Sokolov        | Rússia         | 6.0    | 4  | 4  |
| 5                 | Pang Qing / Tong Jian                 | China          | 7.5    | 5  | 5  |
| 6                 | Stephanie Kalesavich / Aaron Parchem  | Estados Unidos | 10.0   | 8  | 6  |
| 7                 | Natalia Ponomareva / Evgeni Sviridov  | Uzbequistão    | 11.5   | 9  | 7  |
| WD                | Anabelle Langlois / Patrice Archetto  | Canadá         | —      | 6  | WD |
| WD                | Yuko Kawaguchi / Alexander Markuntsov | Japão          | —      | 7  | WD |

### Dança no gelo
| Pos.              | Nome                                   | Nacionalidade  | Pontos | DC | DO | DL |
| ----------------- | -------------------------------------- | -------------- | ------ | -- | -- | -- |
| Medalha de ouro   | Marina Anissina / Gwendal Peizerat     | França         | 2.0    | 1  | 1  | 1  |
| Medalha de prata  | Margarita Drobiazko / Povilas Vanagas  | Lituânia       | 4.0    | 2  | 2  | 2  |
| Medalha de bronze | Albena Denkova / Maxim Staviyski       | Bulgária       | 6.0    | 3  | 3  | 3  |
| 4                 | Marie-France Dubreuil / Patrice Lauzon | Canadá         | 8.4    | 5  | 4  | 4  |
| 5                 | Elena Grushina / Ruslan Goncharov      | Ucrânia        | 9.6    | 4  | 5  | 5  |
| 6                 | Marika Humphreys / Vitali Baranov      | Reino Unido    | 12.0   | 6  | 6  | 6  |
| 7                 | Alia Ouabdelsselam / Benjamin Delmas   | França         | 14.6   | 7  | 8  | 7  |
| 8                 | Jessica Joseph / Brandon Forsyth       | Estados Unidos | 15.4   | 8  | 7  | 8  |
| 9                 | Rie Arikawa / Kenji Miyamoto           | Japão          | 19.0   | 10 | 10 | 9  |
| 10                | Nozomi Watanabe / Akiyuki Kido         | Japão          | 19.0   | 9  | 9  | 10 |

## Quadro de medalhas
| Ordem | País        | Medalha de ouro | Medalha de prata | Medalha de bronze |    | Ordem por total |
| ----- | ----------- | --------------- | ---------------- | ----------------- | -- | --------------- |
| 1     | Japão       | 1               | 1                |                   | 2  | 1               |
| 2     | China       | 1               |                  |                   | 1  | 3               |
| 2     | França      | 1               |                  |                   | 1  | 3               |
| 2     | Uzbequistão | 1               |                  |                   | 1  | 3               |
| 5     | Canadá      |                 | 1                |                   | 1  | 3               |
| 5     | Lituânia    |                 | 1                |                   | 1  | 3               |
| 5     | Rússia      |                 | 1                |                   | 1  | 3               |
| 8     | Bulgária    |                 |                  | 2                 | 2  | 1               |
| 9     | Polônia     |                 |                  | 1                 | 1  | 3               |
| 9     | Ucrânia     |                 |                  | 1                 | 1  | 3               |
| TOTAL | TOTAL       | 4               | 4                | 4                 | 12 | —               |